# بردیا کیارس
بردیا کیارس (زادهٔ ۲۲ مرداد ۱۳۵۸ تهران) موسیقی‌دان، آهنگساز، رهبر ارکستر و نوازنده اهل ایران است.

## زندگی هنری
بردیا کیارس از چهار سالگی نواختن سنتور را نزد پدر خود آغاز کرد. مبانی نظری موسیقی را زیر نظر مهران روحانی و آهنگسازی را نزد محمدسعید شریفیان آموزش دید. وی از سال ۱۳۷۴ نواختن ویولن را نزد استادانی همچون سهیل دهبستی و ابراهیم لطفی آموخت. او از سال ۱۳۷۷ آهنگسازی فیلم را تجربه نمود. وی در سال ۱۳۹۷ همزمان با اجرای پروژه نمایش موزیکال «بینوایان» ، ارکستر فیلارمونیک «آپادانا» را تأسیس کرد و رهبری آن را بر عهده گرفت. او در تاریخ ۶ بهمن ۱۳۹۸ به عنوان رهبر مهمان، ارکسترسمفونیک تهران را رهبری کرد.

## فعالیت‌های هنری
برخی از فعالیت‌های مهم وی در جایگاه موسیقی‌دان به شرح زیر می‌باشد:
نوازندگی در ارکستر سمفونیک تهران٬ رهبری ارکستر ملی ایران (۱۳۸۹–۱۳۹۱)٬ انتشار آلبوم موسیقی «بودن و نبودن» شامل مجموعه ای از قطعات ارکسترال (۱۳۹۰)٬ رهبری ارکستر هنرستان موسیقی دختران (۱۳۹۵)٬ رهبری ارکستر «بادی کارا» ۱۳۹۵٬ انتخاب به عنوان رهبر مهمان از سوی ارکستر تئاتر دولتی آذربایجان (۱۳۹۶)٬ رهبری ارکستر موزیکال نمایش «الیور توئیست» به کارگردانی حسین پارسایی (۱۳۹۶)٬ رهبری ارکستر موزیکال نمایش «بینوایان» به کارگردانی حسین پارسایی (۱۳۹۷)٬ عضویت در کانون آهنگسازان سینمای ایران٬ تدریس در هنرستان موسیقی ملی دختران و پسران٬ تدریس در دانشگاه جامع علمی کاربردی

## آهنگسازی فیلم
بردیا کیارس تا کنون آهنگسازی چندین فیلم را در کارنامه دارد که به موارد زیر می‌توان اشاره نمود:
- ارغوان - کارگردان: امید بنکدار، کیوان علیمحمدی (۱۳۹۳)
- یک وجب از آسمان - کارگردان: علی وزیریان (۱۳۸۷)
- خواب لیلا - کارگردان: مهرداد میرفلاح (۱۳۸۷)
- خدا نزدیک است - کارگردان: علی وزیریان (۱۳۸۵)
- زن بدلی - کاگردان: مهرداد میرفلاح (۱۳۸۵)
- اسپاگتی در هشت دقیقه - کارگردان: رامبد جوان (۱۳۸۳)
- شکوفه‌های سنگی - کارگردان: عزیزالله حمیدنژاد (۱۳۸۲)